# Puente de Wushan
El puente de Wushan o puente de Wuxia (en chino tradicional, 巫山長江大橋; en chino simplificado, 巫山长江大桥; pinyin, Wūshān Chángjiāng dàqiáo; literalmente, ‘puente de Wushan sobre el Yangtsé’), es un puente carretero ( carretera provincial S301) de China, un puente en arco de tubos de acero rellenos de hormigón (CFST, concrete filled steel tube), que cruza el río Yangtsé en Wushan en la municipalidad de Chongqing, alrededor de 1500 km al oeste de Shanghái.
Abierto al tráfico en 2005, su arco tiene un vano principal de  492 m, medido desde los bordes exteriores de la arcada superior, y una luz libre de 460 m, medida entre los bordes del arco inferior, haciendo de esta obra en ese momento el quinto puente en arco más grande del mundo por longitud del vano principal (en 2018 es el 7.º) y también el mayor del mundo en su categoría, puentes en arco con tubos de acero rellenos de hormigón, distinción que aun conserva por delante del puente del Zhijinghe, completado en 2009  en Hubei, China, con un vano principal de 430 m.
El arco de 130 m de alto lo sitúa entre los 30 puentes más altos del mundo (en 2018, el 80.º), aunque el embalse creado por la construcción de la presa de las Tres Gargantas ha elevado el nivel del agua bajo del puente, y el gálibo total de 180 m ya no es visible.

## Descripción general
Se trata de un puente en arco con tablero a través del mismo con una luz de 460 m, medida entre los extremos de la cuerda inferior del arco, el récord mundial para este tipo de puente de arco de CFST. La altura entre la parte superior del arco y la plataforma es de  130 m, lo que equivale a una esbeltez de 1/3.8.
La geometría de la garganta de Wu, con rocas relativamente sanas en la parte superior en el emplazamiento de los apoyos para soportar el empuje del arco, era ideal para construir un puente en arco. Las riberas abruptas permitieron el uso de una grúa de cable, donde el arco se podía ensamblar sin tener que recurrir a un sitio de construcción costoso, y sin el uso de arcos o vigas temporales.
La longitud total de la estructura es de 612,20 m, dividida en una luz central de  492 m (medida entre los apoyos exteriores en la cuerda superior del arco), y dos tramos laterales de  72 m y  36 m respectivamente. El ancho del puente es de  19 m, incluidos 15 m dedicados al tráfico, dos pasos de peatones de 1,5 m a cada lado y dos pasajes de  0,5 m para los raíles.
Los arcos consisten en una celosía de CFST que comprende cuatro tubos principales y miembros rigidizadores. El ancho de este enrejado es de 4,14 m, medido entre los bordes exteriores de los tubos. La altura es variable de 7−14 m.

## Construcción
La construcción del puente comenzó el 28 de diciembre de 2001 y duró tres años. La estructura se abrió al tráfico el 8 de enero de 2005.

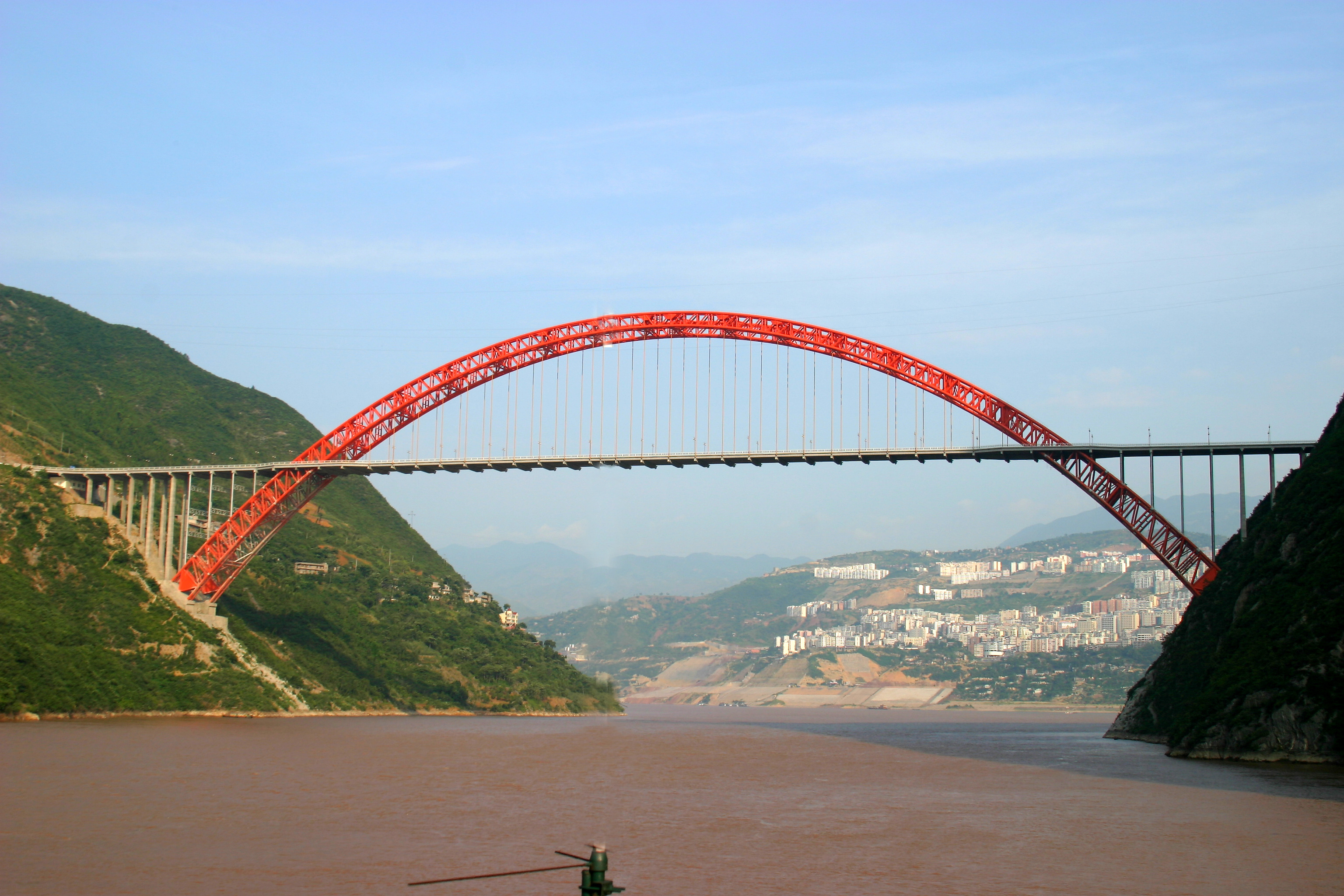
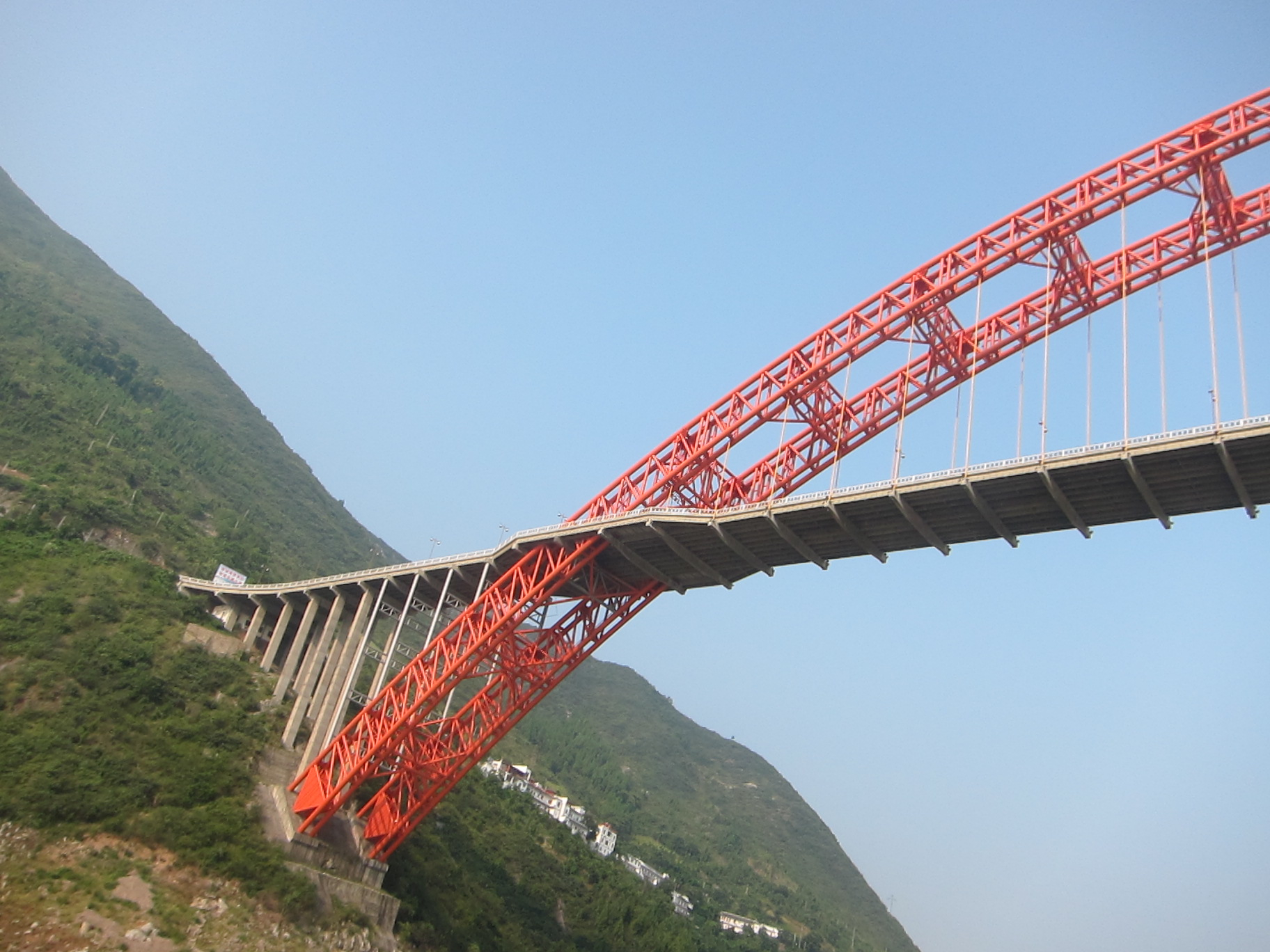
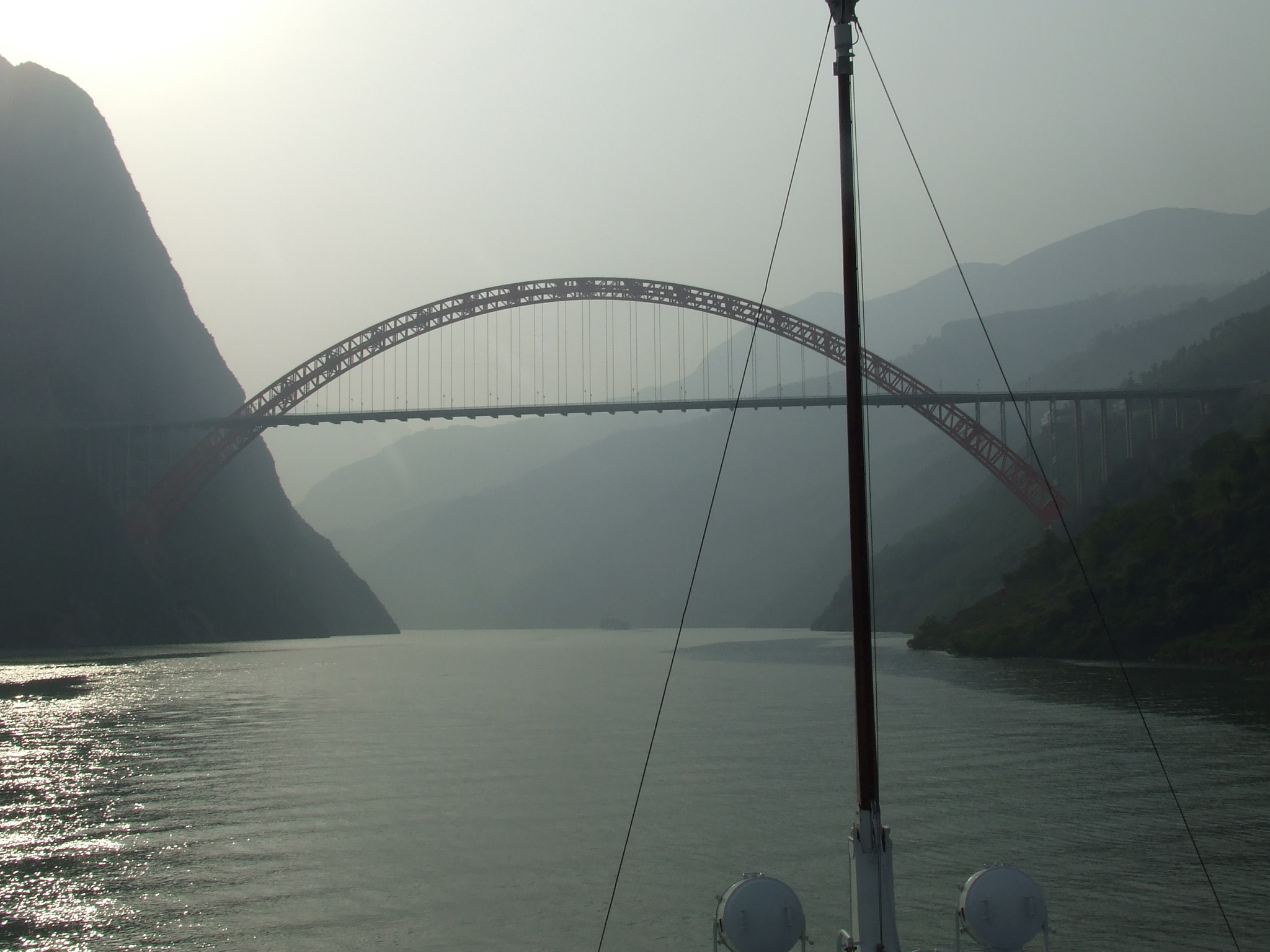